# Campus d'Excel·lència Internacional
El programa Campus d'Excel·lència Internacional forma part d'un projecte del Ministeri d'Educació anomenat Estrategia Universidad 2015 per a modernitzar els model d'Universitat Espanyola. El govern espanyol ha dotat aquest projecte amb més de 590 milions d'euros des de la seva implantació l'any 2008. Amb la fi de millorar la qualitat del sistema universitari aquest programa treballa en favor d'una major cohesió social, foment del treball i potencia el desenvolupament econòmic del territori a partir de l'especialització, diferenciació i projecció internacional de les seves universitats.
Amb la intenció de captar els millors investigadors i docents tant en l'àmbit públic com el privat, es vol consolidar un model universitari que disposi les instal·lacions científiques més punteres i aprofitar la sinergia amb empreses d'un gran valor afegit. Encara que el programa comprèn tant universitats públiques com privades, aquestes últimes no poden rebre cap ajut econòmic.

## Funcionament
A cada convocatòria s'obre un període de presentació de plans estratègics que són avaluats en dues rondes. A la primera ronda el Ministeri d'Educació efectúa una preselecció de les universitats que presenten projectes de consecució dels criteris bàsics per optar al títol de Campus d'Excel·lència Internacional. Un cop s'ha efectuat aquest cribatge les universitats obtenen una finançament per a dur a terme els seus plans de millora i adaptació.
A una segona ronda un comitè internacional avalua i reconeix la qualitat de la universitat atorgant-li el títol de Campus d'Excel·lència Internacional.

## Resultats de les Convocatòries CEI 2009 i 2010
Projectes seleccionats del Campus d'Excel·lència Internacional:
- Barcelona Knowledge Campus Arxivat 2013-04-21 a Wayback Machine.(Universitat de Barcelona i Universitat Politècnica de Catalunya)
- Ciudad Universitaria de la Moncloa: Campus de Excelencia de la Comunidad de Madrid (U. Complutense de Madrid i U. Politécnica de Madrid)
- Campus Carlos III (U. Carlos III de Madrid)
- UAB CEI: Apuesta por el Conocimiento y la Innovación (U. Autònoma de Barcelona)
- Campus de Excelencia Internacional UAM-CSIC (U. Autónoma de Madrid)
- Campus de Excelencia Internacional, Comunidad de Polos de Conocimiento, Euskampus (UPV/EHU, Tecnalia, DIPC)
- Andalucía TECH (U. de Málaga i U. de Sevilla)
- VLC / Campus- Valencia, Campus de Excelencia Internacional (U. de València, U. Politècnica de València)
- CAMPUS IBERUS: Campus de Excelencia Internacional del Valle del Ebro (U. de Saragossa, U. Pública de Navarra, U. de la Rioja, U. de Lleida)
- Campus ENERGÍA UPC: Energía para la Excelencia (U. Politècnica de Catalunya)
- Campus UPF ‐ Icària Internacional (U. Pompeu Fabra)
- CEI Montegancedo I2Tech (U. Politécnica de Madrid)

## Resultats de les Convocatòries CEIR 2009 i 2010
Projectes seleccionats del Campus d'Excel·lència Internacional d'àmbit Regional (CEIR)
- Campus Agroalimentario (U. de Córdoba)
- Cantabria Campus Internacional (U. de Cantabria)
- Ad Futurum (U. de Oviedo)
- Campus Vida - Campus de Excelencia Internacional (Universidad de Santiago de Compostela)
- Campus BioTic (U. de Granada)
- Studii Salamantinii (U. de Salamanca)
- Campus do Mar "Knowledge in depth" (U. de Vigo, U. de Santiago de Compostela, U. de a Coruña)
- Campus Mare Nostrum 37/38 (U. de Murcia, U. Politécnica de Cartagena)